# Scotura uniformis
Scotura uniformis är en fjärilsart som beskrevs av Heinrich Benno Möschler 1877. Scotura uniformis ingår i släktet Scotura och familjen tandspinnare. Inga underarter finns listade.